# Blanca Inés Prada Márquez
Blanca Inés Prada Márquez (Betulia, 28 de marzo de 1940) es una filósofa colombiana especialista en ciencia, astronomía y liberalismo político .Es una de las mujeres filósofas pioneras en Colombia del estudio de la filosofía de la ciencia desde el pensamiento de Karl Popper.

## Trayectoria
Estudió licenciatura en filosofía e Historia en la Universidad Gran Colombia. Además realizó una maestría en historia de las ciencias en la Universidad Francois-Rabelais de Tours en Francia. Profesora de la Universidad del Rosario, La Salle, San Buenaventura y de la Universidad Industrial de Santander.
En la Universidad Industrial de Santander gestó dos proyectos colectivos que se mantienen hasta ahora; primero fue fundadora del Grupo Halley en 1984, centrado en la divulgación de la astronomía en la ciudad de Bucaramanga, y también cofundadora de la escuela de filosofía UIS presentando la primera propuesta de plan de estudios en el año 1994, proyecto retomado por Freddy Salazar Paniagua quien logró la aprobación en el año 2000, convirtiéndose en la primera escuela de filosofía del nororiente colombiano.
La filósofa ha sido columnista de medios como El Malpensante y el periódico El Heraldo donde reflexiona sobre la educación, la ciencia, la filosofía y la paz en relación con el contexto colombiano.
Ha escrito libros sobre Popper, Galileo, epistemología, pedagogía y su última publicación con el apoyo de Gustavo Galvis Arenas en la que plantean el legado de los griegos para la humanidad.

## Obras
- Ensayos en torno al pensamiento de Karl Popper, Bucaramanga, Publicaciones de la Universidad Industrial de Santander U.I.S. 1994. ISBN 9589318150.
- Epistemología, universidad, ética y valores. Bucaramanga, Publicaciones de la Universidad Industrial de Santander U.I.S. 2013.
- Educación: Un Camino Hacia La Paz: Cartas Sobre Educación, Política y Paz En Colombia.SIC Editorial. 2010. ISBN 9583353612.
- Galileo Galilei. Su vida, su obra y sus aportes al método de la ciencia moderna. Windmills Editions. 2017.
- Ciencia y política en Karl Popper. Nueve ensayos sobre otros temas de su obra. Windmills Editions. 2018.[8]
- Paisajes de mi vida. Windmills Editions. 2016. ISBN 978-1365169991.
- Los griegos: eternos maestros de la humanidad con Gustavo Galvis Arenas. Casa del Libro Total. 2021.[2]